# All the Aces
Az All the Aces album a brit Motörhead zenekar 1993-ban kiadott dupla válogatáslemeze, melyet 1977 és 1986 között megjelent stúdióalbumaik dalaiból állítottak össze. A lemezen szerepel továbbá az "Ace of Spades" dal egy friss remixe.
A válogatásalbumot 1999-ben újra kiadták multimédia extrákkal és egy bónusz CD-vel kibővítve, amelyre az első klasszikus Motörhead felállásból ismert 'Fast' Eddie Clark és 'Philthy Animal' Taylor, valamint a Motörhead producer 'Speedy' Keen közös zenekarának, a The Muggersnek egyetlen megmaradt élő felvétele került fel.

## Az album dalai
1. "Ace of Spades" – 2:47
2. "Killed by Death" – 4:37
3. "Motörhead (Live)" – 4:46
4. "Iron Fist" – 2:51
5. "Orgasmatron" – 5:23
6. "Love Me Like a Reptile" – 3:20
7. "(We Are) The Road Crew" – 3:09
8. "Bomber" – 3:40
9. "The Chase is Better Than the Catch" – 4:15
10. "Louie, Louie" – 2:44
11. "No Class" – 2:38
12. "Deaf Forever" – 4:26
13. "Over the Top" – 3:20
14. "Overkill" – 5:12
15. "Ace of Spades (CCN Remix)" 03:23

### Bónuszok az 1999-es újrakiadáson

#### Multimédia extrák
- "Ace of Spades" (videóklip)
- "Motorhead" (videóklip)
- fotógaléria, diszkográfia

#### The Muggers Tapes
1. "White Lightning" [Live] – 5:34
2. "Space Chaser" [Live] – 4:43
3. "Somethin' Else" [Live] – 5:48
4. "Would If You Could" [Live] – 5:07
5. "(Just a) Nightmare" [Live] – 6:54
6. "Cinnamon Girl" [Live] – 5:17
7. "Summertime Blues" [Live] – 5:24
8. "Killer, Killer" [Live] – 5:42

## Közreműködők
Motörhead (1976-1982)
- Ian 'Lemmy' Kilmister – basszusgitár, ének
- 'Fast' Eddie Clark – gitár, ének
- Phil 'Philthy Animal' Taylor – dobok

Motörhead (1983)
- Ian 'Lemmy' Kilmister – basszusgitár, ének
- Brian 'Robbo' Robertson – gitár
- Phil 'Philthy Animal' Taylor – dobok

Motörhead (1984-1987)
- Ian 'Lemmy' Kilmister – basszusgitár, ének
- Phil Campbell – gitár
- Mike 'Würzel' Burston – gitár
- Pete Gill – dobok

The Muggers
- 'Fast' Eddie Clark – gitár, ének
- Phil 'Philthy Animal' Taylor – dobok
- John 'Speedy' Keen – gitár
- Billy Wrath – basszusgitár